# 道志山塊
道志山塊（どうしさんかい）とは、山梨県南東部に広がる山塊。御坂山地と丹沢山地との中間に位置し、広義には丹沢山地に含まれる。富士山の北東、桂川と道志川に挟まれた地域に広がる標高1,000メートル前後の峰が東西に連なる。広大な森林と豊富な保水力を持ち、道志川、相模川など神奈川県の水源域ともなっている。

## 概要
行政区では山梨県南都留郡道志村を中心に、都留市、上野原市、山中湖村、忍野村、神奈川県相模原市にまたがっている。周辺の山地とあわせて、大菩薩・道志山系、または丹沢・道志山系とも呼ぶ。道志山塊の北側、上野原市秋山地区に広がる山々は秋山山稜、もしくは前道志とも呼ばれる。
訪れる人は決して多くはないが、富士山を間近に望ながらの森林浴が楽しめるほか、富士山の撮影ポイントとしても人気である。登山ルートは道志村、上野原、山中湖、相模湖方面からの登山道が整備されている。
最高峰の御正体山 (1682m) をはじめ、鳥ノ胸山（とんのむねやま）、菜畑山（なばたけうら）、二十六夜山、石割山、今倉山、九鬼山、杓子山などが山梨百名山に選ばれている。
このうち二十六夜山、九鬼山の下を山梨リニア実験線が通っている。山域の南山麓に国道413号が通る。山塊を貫く山梨県道24号都留道志線の道坂トンネルが都留市と道志村を結ぶ。

## 道志山塊の主な山
- 御正体山(1,682m) 最高峰、日本二百名山
- 鹿留山(1,632m)
- 杓子山(1,598m)
- 今倉山(1,470m)
- 石割山 (1,413m)
- 菜畑山(1,283m)
- 鳥ノ胸山(1,208m)
- 倉岳山(990m)
- 二十六夜山(972m)
- 九鬼山(970m)
- 高柄山(733m)

## 周辺の主な峠
- 二十曲峠 - 標高約1,150 m、石割山の北西の都留市と忍野村との境界、鹿留林道が通る。
- 山伏峠 - 標高約1,100 m、道志村と山中湖村との境界、峠の下を国道413号が通る。